# Stadtwald Kühlungsborn

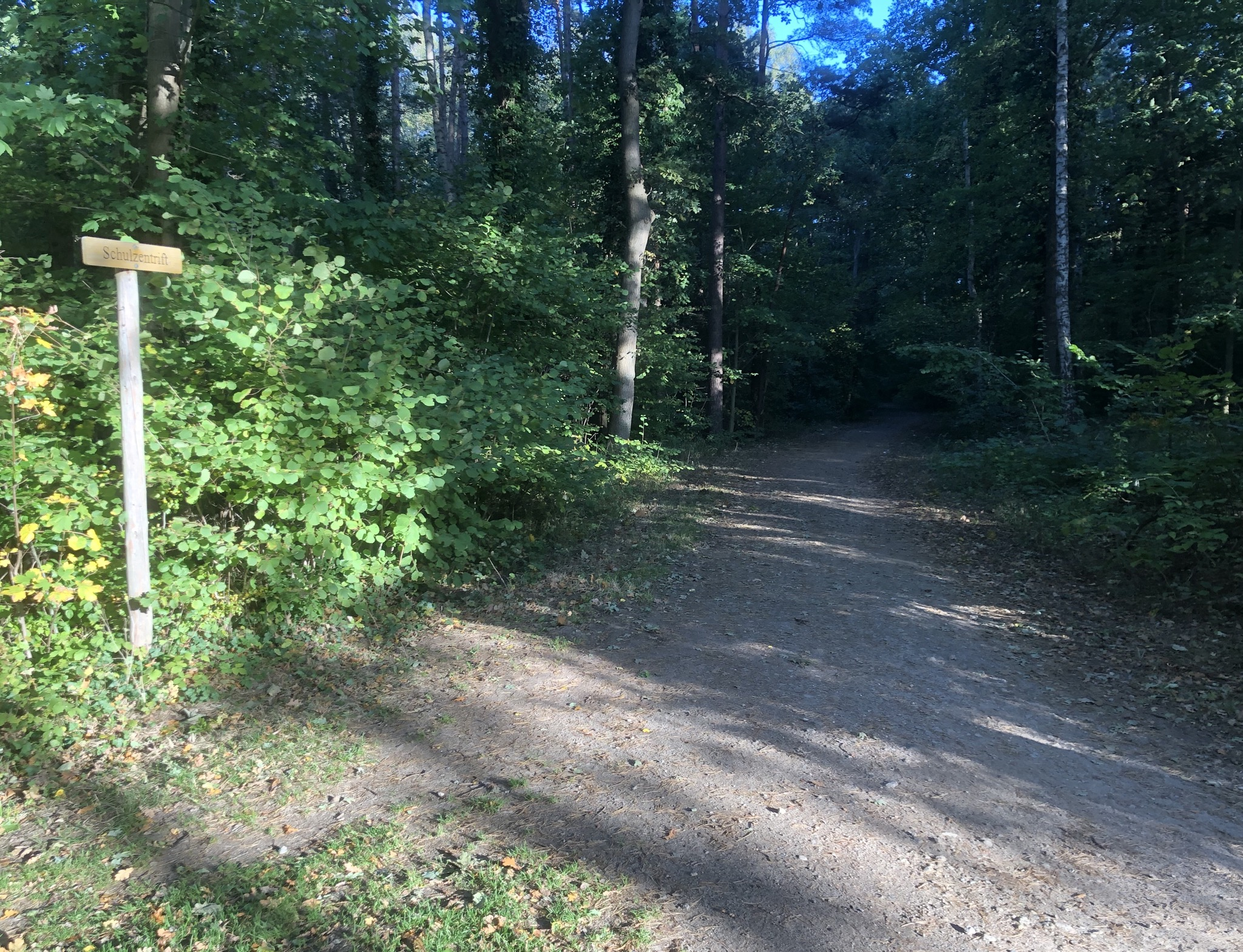
Weg Schulzentrift im Stadtwald Kühlungsborn, 2020

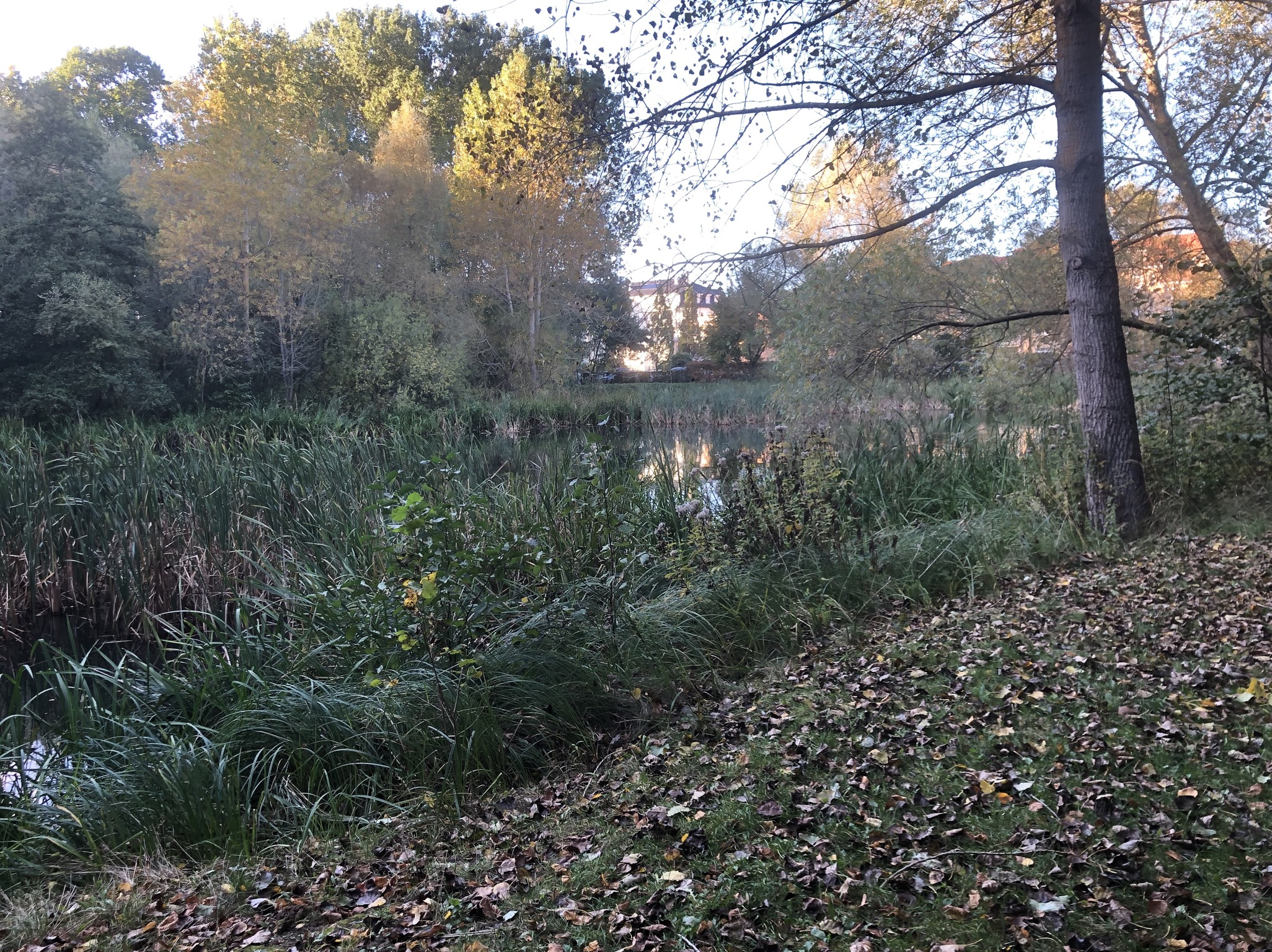
Teich im Nordwesten

Der Stadtwald Kühlungsborn ist der Stadtwald von Kühlungsborn in Mecklenburg-Vorpommern.
Er umfasst eine Fläche von 133 Hektar und befindet sich zentral in Kühlungsborn, dessen geografische Stadtmitte der Wald bildet. Diese für Stadtwälder ungewöhnliche Lage im Zentrum statt im Außenbereich ist ein Ergebnis der Stadtentwicklung Kühlungsborns. Die Stadt entstand aus dem Zusammenschluss der drei Ortsteile Arendsee, Brunshaupten und Fulgen. Der Wald lag zwischen Arendsee und Brunshaupten, die heute Kühlungsborn-West und -Ost bilden. Nördlich, entlang der Ostseeküste und südlich, entlang der Straße Neue Reihe, wuchsen die Orte zusammen, so dass es zur zentralen Lage des Stadtwaldes kam.
Im südlichen Teil des Stadtwaldes befindet sich das prähistorische Hügelgrab Blocksberg. Das Denkmal Friedensstein im Südosten des Stadtwalds wurde 1908 als Bismarckstein eingeweiht. Bemerkenswert ist darüber hinaus der am südlichen Waldrand befindliche Findling Kühlungsborn.
Im Wald wachsen 14 Laub- und 8 Nadelbaumarten. Es bestehen gut ausgebaute Wanderwege. Im Nordwesten befindet sich ein kleiner Teich.